# فرودگاه پریسویل
فرودگاه پریسویل (به انگلیسی: Preeceville Airport) یک فرودگاه همگانی است که یک باند فرود چمن دارد و طول باند آن ۷۷۰ متر است. این فرودگاه در کشور کانادا قرار دارد و در ارتفاع ۵۳۳ متری از سطح دریا واقع شده است.